# Гришино (Великоустюзький район)
Гри́шино (рос. Гришино) — присілок у складі Великоустюзького району Вологодської області, Росія. Входить до складу Зарічного сільського поселення.

## Населення
Населення — 10 осіб (2010; 13 у 2002).
Національний склад (станом на 2002 рік):
- росіяни — 100 %